# Styringomyia colona
Styringomyia colona är en tvåvingeart som beskrevs av Edwards 1927. Styringomyia colona ingår i släktet Styringomyia och familjen småharkrankar. Inga underarter finns listade i Catalogue of Life.